# Осещинська вулиця
Осе́щинська ву́лиця — зникла вулиця, що існувала в Дніпровському районі міста Києва, місцевість Воскресенська слобідка. Пролягала від Райдужної вулиці до Воскресенського проспекту.

## Історія
Вулиця виникла в 1-й половині XX століття під назвою Нова. Назву Осещинська (від с. Осещина) вулиця набула 1957 року.
Ліквідована наприкінці 1970-х років у зв'язку зі знесенням старої забудови Воскресенської слобідки та частковим переплануванням місцевості.